# Дезертерство
Дезертерство особина војних обвезника и војника да избјегавају војне обавезе у рату или миру. Особа која се не повинује војним властима назива се дезертер или војни бјегунац. Разлози су углавном физичке (страх од смрти или рањавања) или моралне природе (неслагање са политиком стране за коју се војник треба борити, приговор савјести).

## Етимологија
Ријеч дезертер долази из француског déserteur, а изведена је из латинског deserere, што значи супротност (де) војној служби (серере), напуштање војне службе. Де је и у случају дезоријентације, дезинформације, депопулације... увијек префикс који негира значење појма који слиједи. Сервус, сервис је служба, војна, друштвена. Енглеска ријеч за пустињу desert, изведена из латинског dēsertum означава простор који не служи ничему, пусто мјесто. То је и често мјесто дезертера и оних који бјеже од свијета, монаха, пустињака, којима не одговарају постојеће друштвене околности.

## Примјери дезертерства Срба из аустријске војске
Антоније Орешковић је у 19. вијеку дезертирао из аустријске војске и побјегао у Београд.
Адам Прибићевић је глумио лудило да избјегне службу у аустријској војсци. "Кад би из болнице отишли други болесници, једногодишњи добровољци и официри млађи, смејали смо се сити, ослободио се војске... Тада ми је дошао пријатељ наше породице Др. Ђуро Ђорђевић. Он ме је саветовао да се начиним луд, па ће ме послати у одељење за душевне болести. Ту је шеф један Јеврејин... Симулирао сам блесавост, то је најлакше, свако те се одмах окане... Отпуштен сам као неспособан, и дошао брату Светозару у Пешту." "Тако смо дочекали пробој Солунског фронта, који је изазвао већа чуда од Христових: полуслепи су прогледали, разваљене ране су зарасле, сакати су одбацили штаке, хистерични престали мрдати раменима и трзати лице. Тако сам се уразумио и ја, на радост моје матере, рода и пријатеља.Шта смо могли чинити но ово, ако нисмо могли пребећи Србима или Русима? На овај начин слабили смо непријатеља. Србијанци су на ово друкчије гледали. Они су имали своју војску и мрзели све забушанте. Причали су ми знанци да нису волели слушати приче о нашем забушанству. Али, ови забушанти када би испало за руком да пребегну, уписивали су се у добровољце."

## Дезертирање наспрам одсуства без одсуства
У Армији Сједињених Држава, Ваздухопловству Сједињених Држава, Оружаним снагама Велике Британије, Одбрамбеним снагама Аустралије, Одбрамбеним снагама Новог Зеланда, Оружаним снагама Сингапура и Оружаним снагама Канаде, војно особље ће постати AWOL ако је одсутно са свог положаја без важеће пропуснице, допуста или одсуства. Корпус маринаца Сједињених Држава, Морнарица Сједињених Држава и Обалска стража Сједињених Држава то генерално називају неовлашћеним одсуством. Особље се одбацује из својих јединица након тридесет дана, а затим се наводе као дезертери; међутим, као питање војног закона САД, дезертерство се не мери временом ван од јединице, већ:
- напуштањем или одсуством из своје јединице, организације или места дужности, где је постојала утврђена намера да се не врате;
- ако се утврди да је та намера избегавање опасне дужности или избегавање уговорне обавезе;
- ако се пријаве или прихвате именовање у истој или другој грани службе без откривања чињенице да нису на одговарајући начин одвојени од тренутне службе.[5]

Људи који су одсутни дуже од тридесет дана, али се добровољно враћају или указују на веродостојну намеру да се врате, и даље се могу сматрати да су AWOL. Они који су одсутни мање од тридесет дана, али се може веродостојно показати да немају намеру да се врате (на пример, придруживањем оружаним снагама друге земље) могу бити судски прогоњени за дезертерство. У ретким приликама, може им се судити за издају ако се пронађе довољно доказа.
Постоје слични концепти као и дезертерство. Недостатак кретања настаје када припадник оружаних снага не стигне у одређено време да се распореди (или „исели“) са јединицом, бродом или авионом који им је додељен. У Оружаним снагама Сједињених Држава, ово је кршење члана 87. Јединственог кодекса војног правосуђа (UCMJ). Прекршај је сличан изостанку без одсуства, али може повући строжу казну.
Неуспех поправке се састоји од пропуштања формације или непојављивања на одређено место и време када је тако наређено. То је лакши прекршај из члана 86.  UCMJ. Погледајте: DUSTWUN
Додатна шифра статуса дужности — одсутан-непознато, или AUN — успостављена је 2020. године како би се подстакле акције јединице и полицијске истраге током првих 48 сати од када је војник нестао.

## Аустралија
Током Првог светског рата, аустралијска влада је одбила да дозволи да припадници Првих аустралијских империјалних снага (AIF) буду погубљени због дезертерства, упркос притиску британске владе и војске да то учине. AIF су имале највећу стопу одсутности војника без допуштења од било ког националног контингента у Британским експедиционим снагама, а удео војника који су дезертирали такође је био већи него у другим снагама на Западном фронту у Француској.

## Аустрија
Беч је 2011. одлучио да ода почаст дезертерима аустријског Вермахта. Дана 24. октобра 2014. аустријски председник Хајнц Фишер отворио је Меморијал жртвама нацистичке војне правде на бечком Балхаусплацу. Споменик је креирао немачки уметник Олаф Николај и налази се насупрот кабинета председника и аустријског канцелара. Натпис на врху скулптуре у три степеника приказује песму шкотског песника Ијана Хамилтона Финлеја (1924–2006) са само две речи: сасвим сам.

## Колумбија
У Колумбији, побуна Револуционарних оружаних снага Колумбије (шпански: FARC) била је јако погођена дезертерством током оружаног сукоба са Војним снагама Колумбије. Колумбијско министарство одбране пријавило је 19.504 дезертера из FARC-а између августа 2002. и њихове колективне демобилизације 2017. године, упркос потенцијално тешким казнама, укључујући погубљење, за покушај дезертерства у FARC-у. Организациони пад допринео је високој стопи дезертерства FARC-а која је достигла врхунац 2008. године. Каснији застој између FARC-а и владиних снага довео је до Колумбијског мировног процеса.

## Француска
Од 1914. до 1918. између 600 и 650 француских војника је погубљено због дезертирања. Године 2013. у извештају француског Министарства за борачка питања препоручено је да буду помиловани.
Насупрот томе, Француска је сматрала веома хвале вредним чин грађана Алзас-Лорене који су током Првог светског рата дезертирали из немачке војске. После рата одлучено је да се сви такви дезертери одликују Медаљом за бегунце (фр. Médaille des Évadés).

## Немачка
Током Првог светског рата погубљено је само 18 Немаца који су дезертирали. Међутим, Немци су погубили 15.000 људи који су дезертирали из Вермахта током Другог светског рата. У јуну 1988. у Улму је заживела Иницијатива за стварање споменика дезертерима. Централна идеја је била: „Дезертирање није за осуду, рат јесте“.

## Ирска
Ирска је била неутрална током Другог светског рата; Ирска армија се проширила на 40.000 људи, али нису имали много посла када је 1942. постало јасно да је инвазија (било нацистичке Немачке или Британске империје) мало вероватна. Војници су стављени на посао сече дрвећа и резања тресет; морал је био низак, а плата лоша. Од 60.000 људи који су прошли кроз војску током 1940–45, око 7.000 људи је дезертирало, од којих је половина одлучила да се бори на страни савезника, а већина се придружила Британској војсци.
Када се рат завршио, наређење EPO 362 значило је да је дезертерима дозвољено да се врате у Ирску; нису бивали затворени, али су изгубили право на војну пензију и нису могли да раде за државу нити да траже накнаду за незапослене 7 година. Неки Ирци су их такође сматрали издајницима у својим домовима.
Деценијама касније, расправљало се о моралности њихових поступака; с једне стране, они су илегално напустили оружане снаге своје земље у време када јој је претила инвазија — заправо, тврдило се да су њихова дела била издаја у време када је Британија можда планирала да преузме контролу над ирским лукама (видети План В); с друге стране, одлучили су да напусте безбедно, али досадно постављање, како би ризиковали своје животе борећи се против фашизма, а многи су били мотивисани истинским идеализмом.
Године 2012, министар правде и равноправности Алан Шатер издао је помиловање и амнестију свим дезертерима из периода Другог светског рата из Ирских одбрамбених снага.

## Нови Зеланд
Током Првог светског рата 28 новозеландских војника осуђено је на смрт због дезертерства; од њих је пет погубљено. Ови војници су постхумно помиловани 2000. године кроз Закон о помиловању војника Великог рата. Они који су дезертирали пре него што су стигли на фронт били су затворени у, како се тврдило, тешким условима.